# حلیة الاولیاء
حلیة الأولیاء وطبقات الأصفیاء اثر ابونعیم اصفهانی است. این کتاب از معتبرترین کتاب‌ها دربارهٔ تراجم و دانشنامه‌ای دربارهٔ تاریخ زاهدان و دربردارندهٔ اسامی بسیاری از صحابه و تابعین و پس از آنان، بزرگان تحقیق و تصوف همراه با بعضی احادیث یا سخنانشان است. پس از مقدمه دربارهٔ اولیا و متصوفه، به ذکر ابوبکر و دیگر خلفای راشدین می‌پردازد و با عشرهٔ مبشره تمام می‌کند، سپس به ذکر زاهدان از صحابه و اصحاب صفه، تابعین و تابعین تابعین مشغول می‌شود.